# Елькин, Кирилл
Кири́лл Е́лькин (латыш. Kirils Jeļkins; 1 сентября 1987, Рига) — латвийский футболист, защитник.

## Биография
Воспитанник юношеского футбольного центра «Сконто», в 2007 году в рядах «Олимпа» дебютировал в Высшей лиге Латвии. В начале 2008 года присоединился к клубу «Юрмала» (впоследствии сменившее название на «Юрмала-VV»), в котором стабильно отыграл два сезона, а также забил свои первые мячи в Высшей лиге.
В начале 2010 года перешёл в ряды клуба «Гулбене 2005», с которым в этом же году выиграл Первую лигу Латвии. Почти три года Кирилл Елькин отыграл в «Гулбене», но в сентябре 2012 года он решил завершить свою карьеру футболиста, так как не смог более сочетать работу в другой отрасли с футболом, а на одной лишь игре в клубе не было возможности содержать семью. Однако фактически продолжил играть за клуб после его вылета в первую лигу. В марте 2015 года, после возвращения «Гулбене» в высшую лигу, сыграл один матч за клуб.
Летом 2015 года покинул «Гулбене», затем играл за клубы первой лиги.